# Мая со Стормшера (фильм)
«Мая с Стормшера» (локализован в рунете транслитерацией с английского как «Майя из Штормскери», швед. Stormskärs Maja) — фильм совместного производства Финляндии и Швеции. Диалоги в фильме ведутся на шведском и английском языках. Экранизация популярной книжной серии «Мая со Стормшера» аландской писательницы Анни Блумквист (Anni Blomqvist; 1909—1990). Сценаристом и режиссёром выступила Тийна Люми. Заглавную роль исполнила Аманда Янссон, известная по популярному шведскому полицейскому сериалу «Тонкая синяя линия». Бюджет фильма составил более 4 млн евро. Премьера состоялась 19 января 2024 года в Хельсинки, столице Финляндии.
Фильм получил 9 номинаций и выиграл 6 наград «Юсси» в следующих категориях: лучший фильм, лучший режиссёр (Тийна Люми), лучшая роль (Аманда Янссон), лучший монтаж (Йоона Лоухивуори), лучшие декорации (Отсо Линналааксо, Otso Linnalaakso), лучшая музыка (Лаури Порра).